# Roman Vaněk
Roman Vaněk (* 11. ledna 1969 Praha) je popularizátor oboru gastronomie, odborný gastronomický poradce, autor kuchařských bestsellerů, moderátor, scenárista, publicista, průvodce rozhlasovými pořady, tvůrce internetových pořadů o gastronomii a zakladatel Pražského kulinářského institutu. Od jara 2018 spolupracuje s internetovou televizí MALL.TV.
Jeho autorský internetový pořad Peklo na talíři byl oceněn na mezinárodním filmovém festivalu Life Sciences Film Festival cenou studentů a v roce 2013 získal nejvyšší ocenění Křišťálové Lupy ve dvou kategoriích (zájmové weby a projekt roku).

## Život a kariéra

### Vzdělání a kurzy
Narodil se v Praze. Původně se věnoval fotografii. V letech 1984 až 1988 vystudoval Střední odbornou výtvarnou školu V. Hollara v Praze. Po skončení školy nastoupil do Československé tiskové kanceláře jako laborant a fotograf.
Po listopadové revoluci v roce 1989 spoluzakládal Studentské listy, souběžně spolupracoval s Lidovými novinami jako fotoreportér. V letech 1993-2005 působil jako zástupce předních brazilských producentů obuvi pro ČR, Slovensko, Estonsko a Lotyšsko. Od roku 2002 začal dovážet brazilská vína a stal se tak historicky prvním dovozcem brazilských vín do ČR. Brazilskou vinařskou asociací byl zvolen členem prestižní mezinárodní poroty Avaliação dos Vinhos Brasileiros pro rok 2006. O brazilském vinařství a gastronomii přednášel v České republice, Německu, Estonsku a Norsku.
V letech 2004 až 2007 absolvoval kurzy vaření v hotelu Radisson SAS Alcron pod vedením Jiřího Štifta. Na obchodních zahraničních cestách se seznamoval s gastronomií navštívených zemí. Protože neměl oficiální vzdělání v oboru gastronomie, doplnil si je v roce 2011 absolvováním Střední školy gastronomické a hotelové v Praze, kde získal výuční list v oboru kuchař.

### Gastronomie
V roce 2007 založil s manželkou Janou Pražský kulinářský institut, který nabízí profesionální kuchařské kurzy pro laickou i odbornou veřejnost a ve které nyní působí jako ředitel a lektor. V roce 2010 založil společně se Zdeňkem Ertlem vydavatelství Prakul Production, zaměřené na gastronomickou literaturu. Napsal 17 gastronomických knih.
V té době se spolupodílel na vzniku pořadu Ano, šéfe! a objevil se jako jeden z porotců kuchařské reality show Na nože!, jejímž byl odborný poradce a spolutvůrce námětu.
Přednášel například na soukromé vysoké škole Business Institut EDU Praha, na obchodní akademii a hotelové škole Havlíčkův Brod, a na oborových konferencích.[zdroj?] Pravidelně rovněž přednáší na Střední škole gastronomické a hotelové v Praze.
Je autorem námětu a zároveň průvodcem internetového pořadu Peklo na talíři (2012), který byl v roce 2012 oceněn na mezinárodním filmovém festivalu Life Sciences Film Festival cenou studentů a za který dostal v roce 2013 Kříšťálovou lupu.
Od roku 2016 pracuje na všech následujících knihách s manželkou Janou, která se tak oficiálně stává spoluautorkou. Jejich kuchařky získaly několikrát ocenění bestseller roku a další česká i mezinárodní ocenění.
V témže roce se podílel na námětu a scénáři pořadu Luxus na talíři (kuchařská show, kde se předvádí klasické české recepty, ale v moderním pojetí a z prvotřídních surovin) a hrál v gastrositcomu Žrouti, kde se prolínají kuchařské osudy hrdinů. Dále se v rámci rozhlasového pořadu Dějiny kuchyně na Českém rozhlase věnoval v letech 2017 - 2018 gastronomickým faktům, jako například jak se měnily způsoby servírování pokrmů či zvyky, které se dodržovaly u stolu.
Pro MALL.TV také vymyslel pořad Zmlsané dějiny, ve kterém bere diváky do historie českého a evropského stravování. Na MALL.TV také společně s Petrem Havlíčkem provází pořadem Rozum v troubě.
Od roku 2019 je externím spolupracovníkem Českého rozhlasu.

### Osobní život a zajímavosti
Sbírá jídelní lístky a staré kuchařské knihy (např. Magdalena Dobromila Rettigová). Na přelomu roku 2015 uspořádal výstavu jídelních lístků v Galerii hlavního města Prahy. Od roku 2015 se aktivně věnuje kouzlení (KIM-club Praha) a účastní se zahraničních kouzelnických festivalů.
Podobně jako Zdeněk Pohlreich je autorem mnoha humorných, razantních, a často i kontroverzních výroků.
Je ženatý a má dcery Terezu a Kateřinu. Vzhled tváře má poznamenaný zvláštním typem atopického ekzému.

## Publikační činnost

### Kuchařské knihy
Autor
- S vařečkou kolem světa, Praha: Ikar, 2011. ISBN 978-80-249-1514-2
- Poklady klasické české kuchyně, aneb, Jak to ta babička tenkrát vařila. Praha: Prakul Production, 2012. ISBN 978-80-905048-0-6
- Kouzlo kuchyně Čech a Moravy, aneb, Dědictví našich babiček. Praha: Prakul Production, 2012. ISBN 978-80-905048-8-2
- Sushi doma krok za krokem, Praha: Prakul Production 2012. ISBN 978-80-905048-7-5
- Klenoty klasické evropské kuchyně Praha: Prakul Production 2013. ISBN 978-80-87737-06-4
- Snadno a rychle. Praha: Prakul Production 2014. ISBN 978-80-87737-15-6
- JÍDLO s.r.o. Praha: Prakul Production, 2015. ISBN 978-80-87737-20-0
- Pražská kuchařka, Praha: Prakul Production, 2015. ISBN 978-80-87737-21-7
- Snadno a rychle 2. Praha: Prakul Production, 2016. ISBN 978-80-87737-25-5
- Velká kuchařka Čech a Moravy. Praha: Prakul Production, 2016. ISBN 978-80-87737-27-9
- Jednoduše a dokonale - Kuře. Praha: Prakul Production, 2017. ISBN 978-80-87737-30-9
- Jednoduše a dokonale - Zelenina a luštěniny. Praha: Prakul Production, 2018. ISBN 978-80-87737-31-6
- Jednoduše a dokonale - Maso. Praha: Prakul Production, 2018. ISBN 978-80-87737-35-4
- Velká kuchařka Čech a Moravy, Prakul Production, 2024.

Spoluautor
- Bravo, šéfe! Zdeněk Pohlreich vaří mezinárodní kuchyni. Praha: Ikar, 2009. ISBN 978-80-249-1320-9
- Bravo, šéfe! Riccardo Lucque vaří italskou kuchyni. Praha: Ikar, 2009. ISBN 978-80-249-1324-7
- Bravo, šéfe! Dalibor Navrátil vaří francouzskou kuchyni. Praha: Ikar, 2010. ISBN 978-80-249-1361-2
- Bravo, šéfe! Václav Frič vaří tradiční českou kuchyni. Praha: Ikar, 2010. ISBN 978-80-249-1398-8

### Edice odborných kuchařských DVD
- Zapomenuté poklady české kuchyně (aneb jak to ta babička tenkrát vařila...)
- Pokrmy k rodinnému stolu krok za krokem
- Sushi krok za krokem
- Grilování krok za krokem

## Ocenění

### Knihy
Český Bestseller (2011 - 2022)
- Poklady klasické kuchyně (2011)
- Kouzlo kuchyně Čech a Moravy, aneb, Dědictví našich babiček - absolutní vítěz (2012)
- Klenoty klasické evropské kuchyně (2013)
- Snadno a rychle (2014)
- Jednoduše a dokonale - Kuře (2017)
- Jednoduše a dokonale - Ryby, drůbež, zvěřina (2021)
- Grilování (2022)

Ostatní ocenění a nominace
- Cena studentů na festivalu Life Sciences Film Festival (2012) za pořad Peklo na talíři
- kniha Sushi doma krok za krokem se stala světovým finalistou v kategorii „Nejlepší japonská kuchařská kniha“ mezinárodní soutěže Gourmed Cookbook Awards 2012
- kniha Poklady klasické české kuchyně, aneb, Jak to ta babička tenkrát vařila byla za Českou republiku nominována v kategorii „Nejlepší kuchařská kniha pro profesionály" v mezinárodní soutěži Gourmet World Cookbook Award 2012

### Křišťálová lupa(2013)
- Pořad Peklo na talíři: vítězství v kategoriích Zájmové weby, Projekt roku[14]
- Osobnost roku: 3. místo